# Geoffrey of Monmouth

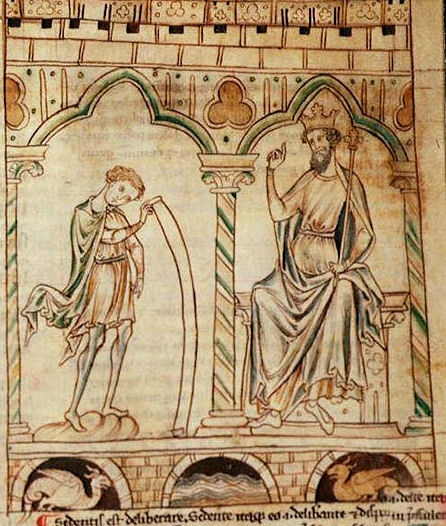
Merlin citindu-şi profeţiile în faţa regelui briton Vortigern, ilustrație din lucrarea Prophetiæ Merlini a lui Geoffrey of Monmouth (1250)

Geoffrey of Monmouth (în latină: Galfridus Monemutensis, Galfridus Arturus, Galfridus Artur; în galeză: Gruffudd ap Arthur, Sieffre o Fynwy) a fost un cronicar și episcop anglo-normand, care a trăit în jurul anilor 1100 și 1155 (în Evul Mediu Clasic) și este cunoscut mai ales pentru opera sa Historia Regum Britanniae (i.e. „Istoria regilor Britaniei”). Lucrarea a fost terminată în jurul lui 1136 și tipărită în 1508. Este inspirată din legendele și din cronicile Sfântului Gildas și a lui Nennius, un călugăr galez. Având un conținut epic substanțial, a constituit un important izvor literar pentru numeroase povestiri din ciclul despre Regele Artur, o figură istorică semi-legendară. Geoffrey of Monmouth a mai scris și Vita Merlini („Viața lui Merlin”), tipărită în 1603.